# Fontaine d'Amboise
La fontaine d'Amboise est une fontaine du XVIe siècle de la ville de Clermont-Ferrand, située place Olympe-de-Gouges.
Construite en pierre de Volvic et de style gothique et Renaissance, elle est surmontée au XIXe siècle d'une statue d'homme tenant une massue et un écu. Elle a été déplacée quatre fois au cours de son histoire et complètement restaurée en 2019.

## Histoire
Jacques d’Amboise, évêque de Clermont de 1505 à 1516, frère du cardinal Georges d'Amboise, dont on connaît le goût pour l'art de la Renaissance italienne, la fit réaliser à partir de 1511 par le sculpteur Chapart.
La fontaine est construite sur la place Derrière-Clermont, aujourd'hui place de la Victoire, devant le portail méridional de la cathédrale, dans le jardin du palais épiscopal qui n'existe plus. Son utilité principale était alors de fournir les habitants en eau.
En 1808, elle est déplacée place Delille, appelée à l'époque place Champeix. Elle est alors modifiée par l'ajout d'un bassin inférieur et à son sommet d'une statue d'homme sauvage portant une massue et un écu aux armes de la famille d'Amboise.
Elle est à nouveau déménagée en 1854 au centre du carrefour du cours Sablon et de l'avenue Carnot. Mais avec l'expansion de la ville, pour faire place à la circulation, elle est transférée en 1962 à son emplacement actuel : place Olympe-de-Gouges (anciennement place de la Poterne).
Elle complètement restaurée par une longue campagne terminée en mai 2019.

## Description
La fontaine est en pierre de Volvic. C'est une œuvre de transition, car son architecture est encore gothique (arcs-boutants) tandis que le décor sculpté est Renaissance. Elle est constituée de trois niveaux de bassins superposés. L'eau s'échappe en minces filets de nombreuses figures sculptées (visages, gueules de poissons) et coule de bassin en bassin.

### Ornements sculptés
Le décor Renaissance comporte des éléments de nette influence italienne : rinceaux, masques, grotesques.
Le bassin inférieur est très sobre et contraste avec la richesse du bassin médian. Celui-ci, de forme octogonale, est constitué de huit panneaux au décor luxuriant ; quatre de ces panneaux présentent en position centrale un masque de la bouche duquel s'échappe un filet d'eau. Chacun des angles de ce bassin porte un candélabre. Au milieu s'élève une construction complexe à plusieurs étages, dont le premier porte quatre vasques.
Au sommet, un homme « sauvage », barbu et moustachu, couvert d'une toison et armé d'une massue, tient un écu aux armes de la famille d'Amboise.